# Michael Gassmann

Michael Gassmann

Michael Gassmann (* 1966 in Bonn) ist ein deutscher Kulturmanager, Journalist, Musikwissenschaftler und Organist.

## Leben und Wirken
Nach Abitur und Zivildienst studierte Gassmann katholische Kirchenmusik an der Musikhochschule Köln. Nach dem A-Examen 1992 folgten Orgelstudien in London bei Nicolas Kynaston und Nigel Allcoat. Anschließend studierte er Musikwissenschaft, Kunstgeschichte und Lateinische Philologie des Mittelalters an der Albert-Ludwigs-Universität Freiburg. 2000 wurde er bei Konrad Küster mit einer Arbeit über „Edward Elgar und die deutsche symphonische Tradition“ promoviert.
Von 1982 bis 1991 war er Organist der Pfarrkirche St. Winfried in Bonn. Von Mai 1993 bis 2001 war er Organist und Chorleiter an der Liebfrauenkirche Freiburg-Günterstal. 1997 nahm er sämtliche Orgelwerke Edward Elgars auf CD auf. Als Organist konzertiert er in Europa und den USA.
Von 2001 bis 2002 war er Redakteur im Feuilleton der Frankfurter Allgemeinen Zeitung (FAZ). Seit 2003 lebte und arbeitete er als freischaffender Journalist (Autor für die Frankfurter Allgemeine Zeitung, Die Zeit, WDR 3, DLF, FonoForum, Kunstmagazin ART u. a.) und Organist in Köln. Er hat außerdem Aufsätze für die Internationale katholische Zeitschrift Communio und die Zeitschrift Musik und Kirche geschrieben.
Im November 2007 wurde Michael Gassmann Geschäftsführer des Musik Podium Stuttgart. Seit Oktober 2008 arbeitete er als Dramaturg bei der Internationalen Bachakademie Stuttgart und war für die Programmplanung des Musikfestes Stuttgart verantwortlich. Zum Jahresbeginn 2010 übernahm er als Chefdramaturg und Wissenschaftlicher Leiter zusätzlich die Leitung der musikwissenschaftlichen Abteilung der Bachakademie und wurde Herausgeber der Schriftenreihe der Internationalen Bachakademie Stuttgart. Im Februar 2015 wurde Michael Gassmann Leiter des Künstlerischen Betriebs beim Internationalen Musikfestival Heidelberger Frühling und war dort federführend für die künstlerische Planung verantwortlich. Von Januar 2021 bis Ende 2024 war er kaufmännischer Geschäftsführer der Internationale Beethovenfeste Bonn gGmbH. Im Mai 2025 wurde bekannt gegeben, dass Michael Gassmann ab dem Sommer 2025 Intendant der Deutschen Staatsphilharmonie Rheinland-Pfalz wird.